# 안톤 (작센)

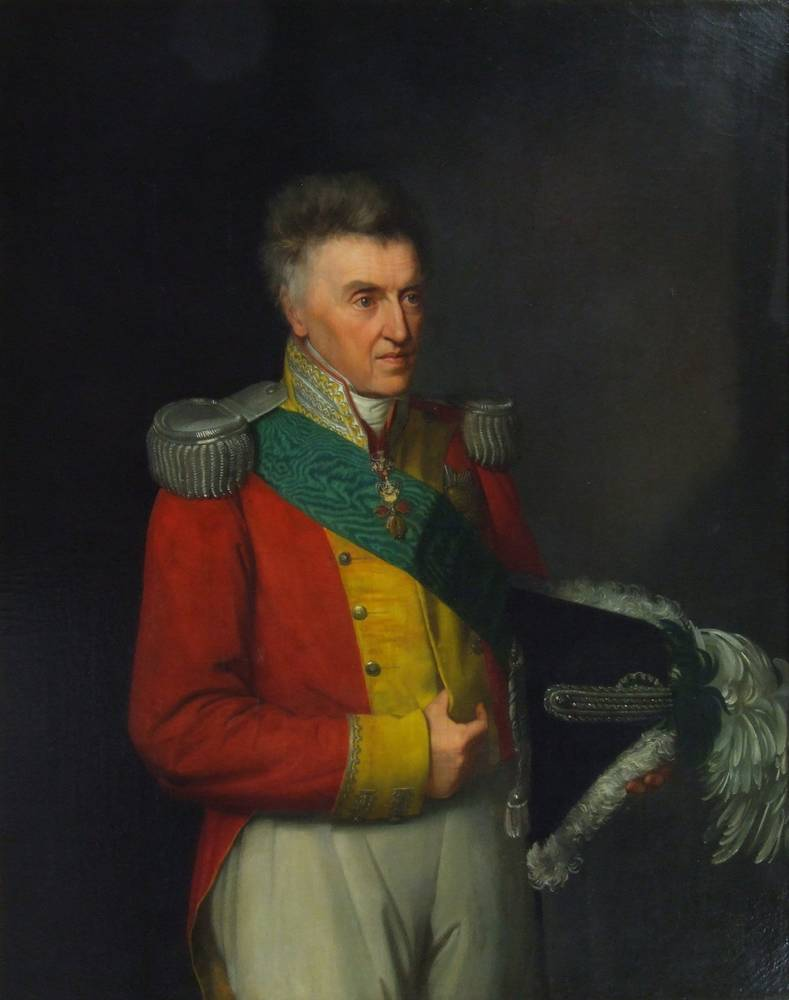
안톤

안톤(독일어: Anton)은 작센 왕국의 국왕이다. 작센 선제후 프리드리히 크리스티안과 마리아 안토니아 폰 바이에른의 다섯째 아들이다. 후에 형 프리드리히 아우구스트 1세 국왕 사후 왕세제의 자격으로 왕위를 물려받았다.